# Karabin peryskopowy

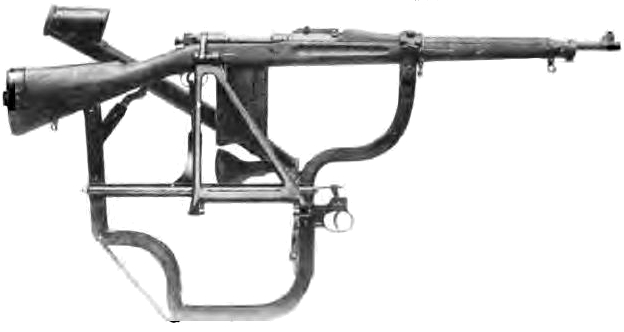
Amerykański karabin Springfield M1903 z peryskopem

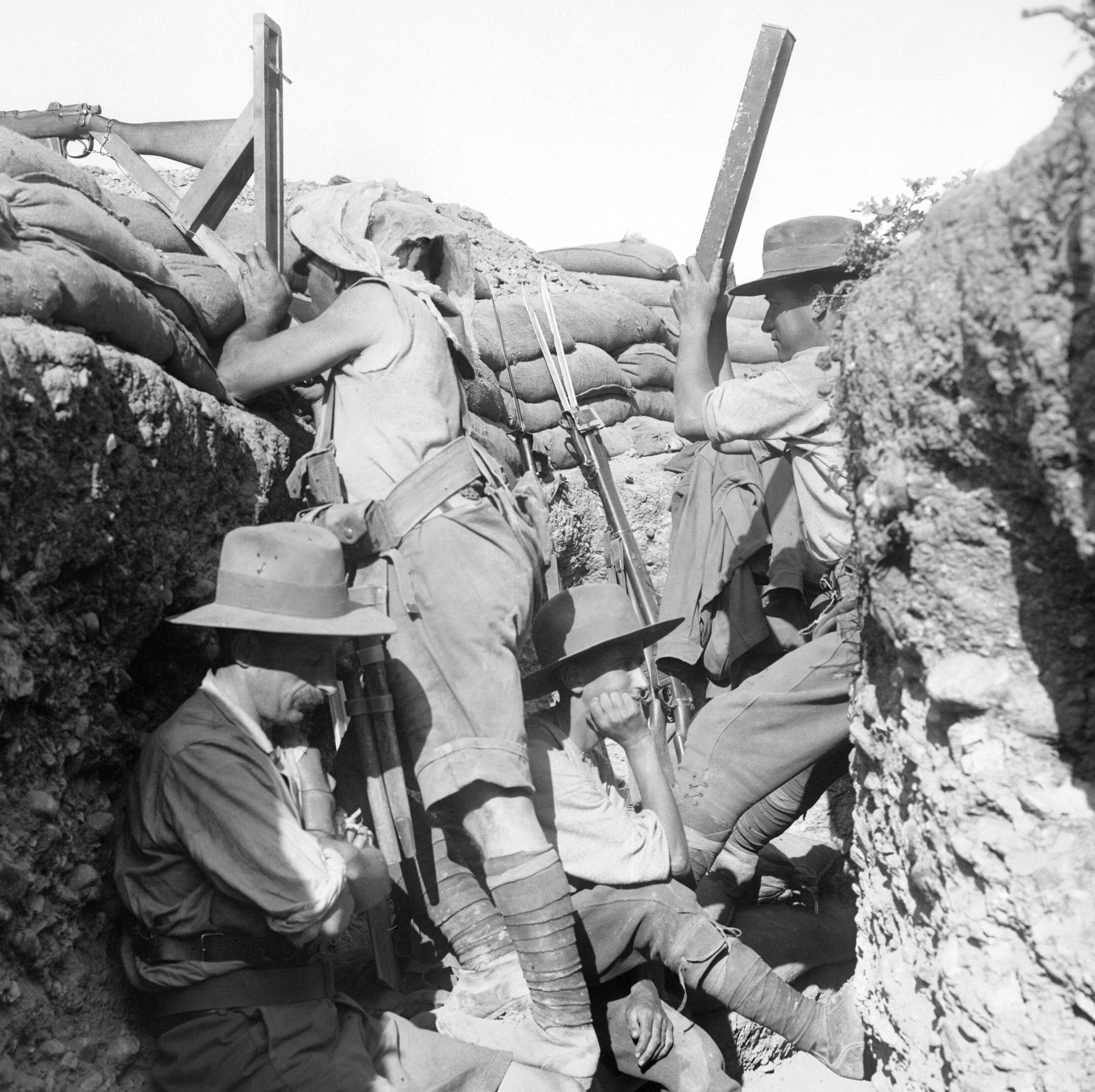
Żołnierz Australian Light Horse w okopie z karabinem peryskopowym podczas bitwy o Gallipoli

Karabin peryskopowy (ang. Periscope rifle) – karabin połączony z peryskopem, wynaleziony w maju 1915 przez starszego szeregowego Williama Beecha, Australijczyka z 2. Batalionu 1. Australijskich Sił Imperialnych. W peryskopy wyposażano także karabiny maszynowe.
Po raz pierwszy na szeroką skalę zaczęto korzystać z karabinu peryskopowego w czasie I wojny światowej, podczas bitwy o Gallipoli, gdzie linie okopów były często bardzo blisko siebie (w miejscu zwanym Quinn′s Post zaledwie 50 metrów) – stwarzało to problem, ponieważ okopy wojsk tureckich były wyżej położone, co utrudniało żołnierzom ententy obserwację i ostrzał przeciwnika. 

## Budowa i produkcja
Górne lustro peryskopu zostało zamontowane wzdłuż celownika karabinu, co w połączeniu z dolnym lustrem, w które zaglądał strzelec, dawało mu pole widzenia. Czasami karabin peryskopowy był używany przez strzelca korzystającego z pomocy obserwatora.
Karabin produkowany był w prowizorycznym warsztacie na plaży tureckiej Zatoki Anzac i choć okazał się mniej skuteczny niż konwencjonalny karabin, to w niektórych sytuacjach dawał on jedyną możliwość prowadzenia ostrzału, bez narażania się strzelca oraz zmniejszał pewność przeciwnika i jego poczucie bezpieczeństwa.